# Damir Kalapač
Damir Kalapač (ur. 18 sierpnia 1963) – chorwacki piłkarz występujący na pozycji obrońcy.

## Kariera klubowa
Kalapač karierę rozpoczynał w sezonie 1985/1986 w zespole NK Zadar, grającym w drugiej lidze jugosłowiańskiej. W debiutanckim sezonie spadł z nim do trzeciej ligi. W 1987 roku przeszedł do niemieckiego TSV 1860 Monachium z Oberligi i spędził tam sezon 1987/1988. W 1990 roku został graczem klubu NK Zagreb (II liga jugosłowiańska). Od sezonu 1992 występował z zespołem w nowo powstałej pierwszej lidze chorwackiej. Grał tam do końca sezonu 1992/1993.
W 1993 roku Kalapač odszedł do innej pierwszoligowej drużyny, HNK Segesta. W 1995 roku zakończył tam karierę.

## Kariera reprezentacyjna
W reprezentacji Chorwacji Kalapač wystąpił jeden raz, 19 czerwca 1991 w wygranym 1:0 towarzyskim meczu ze Słowenią.